# フィリップス–ペロン検定
フィリップス–ペロン検定（フィリップス–ペロンけんてい、英: Phillips–Perron test）とは、統計学における単位根検定の一つである。ピーター・フィリップス (統計学者)とピエール・ペロンにちなんで名づけられた。フィリップス–ペロン検定は時系列が1次の単位根であるという帰無仮説を検定する為に、時系列分析において用いられ、モデル {\displaystyle \Delta y_{t}=\rho y_{t-1}+u_{t}\,} において {\displaystyle \rho =0} であるというディッキー–フラー検定の帰無仮説に基いている。ここで {\displaystyle \Delta } は1階差分オペレーターである。拡張ディッキー–フラー検定のように、フィリップス–ペロン検定は {\displaystyle y_{t}} を生成する過程が検定方程式において許容されるものより高次の自己相関を持つ場合、つまり {\displaystyle y_{t-1}} が内生的に生成され、ディッキー–フラー型のt検定が適当でない場合の問題に取り組んでいる。拡張ディッキー–フラー検定が検定方程式において {\displaystyle \Delta y_{t}} のラグを説明変数として導入することでこの問題に取り組んでいるのに対し、フィリップス–ペロン検定はノンパラメトリックな修正を t検定統計量に施している。フィリップス–ペロン検定は検定方程式の撹乱過程において特定化されない自己相関や分散不均一性に対してロバストである。
Davidson and MacKinnon (2004) はフィリップス–ペロン検定が有限標本においては拡張ディッキー–フラー検定よりパフォーマンスが落ちると報告している。